# 苏珊·施瓦布
苏珊·C·施瓦布（英語：Susan Carol Schwab，1955年3月23日—），美国政治人物，2006年4月获美国总统布什任命接替罗伯·波特曼出任美国贸易代表。波特曼确认将任管理和预算办公室主任后，施瓦布出任代理贸易代表，2006年6月8日美国参议院正式批准她成为美国贸易代表。她曾在2005年至2006年期间出任副贸易代表。